# Attentat du 24 novembre 2015 à Tunis
L’attentat du 24 novembre 2015 à Tunis est un attentat-suicide terroriste visant un bus de la garde présidentielle tunisienne, revendiqué par l'organisation terroriste État islamique et survenu à Tunis (Tunisie),,.

## Contexte
Cet attentat a lieu une semaine après l'arrestation de 17 djihadistes qui prévoyaient un attentat de grande ampleur contre des hôtels et des commissariats.
Il a également lieu douze jours après le double-attentat de Beyrouth, onze jours après les attentats du 13 novembre à Paris et quatre jours après la prise d'otage du Radisson Blu de Bamako.
De plus, dans l'après-midi du 13 novembre, la décapitation de Mabrouk Soltani, un jeune berger de seize ans, dans les montagnes de Sidi Bouzid et attribuée à la phalange Okba Ibn Nafaâ — un groupe lié à Al-Qaïda au Maghreb islamique — provoque l'indignation en Tunisie. En réponse, des renforts policiers sont déployés aux alentours de Sidi Bouzid, et l'armée tunisienne lance une expédition sur le djebel Mghila, se soldant par la mort d'un militaire et d'un djihadiste.

## Déroulement de l'attentat
Le 24 novembre 2015, durant l'après-midi, une explosion a lieu à bord d'un bus de la garde présidentielle, qui roulait sur l'avenue Mohammed-V, près de la Tour de la nation. Le bilan humain se porte à douze morts, et dix-sept blessés.
L'état d'urgence est alors déclaré ainsi qu'un couvre-feu dans le Grand Tunis.
Le 25 novembre, l'agence Reuters revoit le bilan à la hausse, et rapporte treize morts et vingt blessés. L'agence attribue l'explosion à un kamikaze, en précisant qu'il aurait utilisé des explosifs militaires dissimulés dans son sac à dos. Il s'agirait alors du premier attentat-suicide perpétré dans la ville de Tunis.
Le 26 novembre, le treizième corps retrouvé sur le lieu de l'attentat est identifié : il s'agit du corps du kamikaze Houssem Abdelli, identifié grâce à un test ADN de sa mère.

## Revendication
Le 25 novembre 2015, l'organisation terroriste État islamique revendique cet attentat.

## Réactions diplomatiques

### États-Unis
John Kerry, le secrétaire d'État des États-Unis, annonce, sans avancer de dates précises, que des négociations commenceront bientôt entre Washington et Tunis afin de mettre en place une coopération militaire, un partage des informations, et autoriser l'usage de drones informateurs en Tunisie.

### France
Le 24 novembre, un communiqué émanant de l’Élysée — François Hollande étant en visite diplomatique à Washington — déclare : « Je condamne avec la plus grande fermeté ce lâche attentat qui vient de nouveau de frapper Tunis. La France est plus que jamais aux côtés de la Tunisie, de ses autorités et de ses forces de sécurité, dans ces moments douloureux » ; il assure que « À Tunis comme à Paris, c’est le même combat pour la démocratie contre l’obscurantisme », en référence à l'attentat venant de se dérouler à Tunis et aux attentats du 13 novembre à Paris,.
Nicolas Sarkozy, président du parti politique d'opposition Les Républicains, déclare : « Les Républicains condamnent avec la plus grande fermeté l'attentat qui a fait plusieurs victimes parmi la sécurité de la présidence de la République. Ils expriment leur solidarité avec le peuple tunisien durement touché. Nos pensées vont aux victimes, à leurs proches, et aux nombreux blessés ».